# 满堂围
满堂围位于中国广东省韶关市始兴县隘子镇满堂村，是一座客家围屋，1996年11月被列为第四批全国重点文物保护单位。
满堂围始建于清道光十三年（1833年），为官姓家族所建，占地13000余平方米，由上围、中围、下围三个单元组成一个整体。
- 远眺
- 俯瞰